# Пирамиде
Пирамида (од грч. πυραμίς [pyramís] – пирамис) грађевинска је структура чије спољашње површине су троугласте и конвергирају у једну тачку на врху, чинећи облик приближно пирамидним у геометријском смислу. Основа пирамиде може да буде трилатерална, четвороугаона, или неког од могућих полигонских облика. Као таква, пирамида има најмање три спољашње троугаоне површине (најмање четири стране укључујући основу). Четвороугаона пирамида, са квадратном базом и четири троугласте спољне површине, је уобичајена верзија.
Дизајн пирамиде, са већином тежине ближе земљи, и са пирамидионом на врху, значи да мање материјала из горњег дела пирамиде притиска надоле. Ова расподела тежине омогућила је раним цивилизацијама да створе стабилне монументалне структуре.
Цивилизације у многим деловима света су изградиле пирамиде. Највећа пирамида по запремини је пирамида у Чолули, у мексичкој држави Пуебла. Хиљадама година, пирамиде су биле највеће структуре на Земљи — прво Црвена пирамида у Дахшурском некрополису, а затим Велика пирамида Кеопса, обе у Египту - при чему је потоња сматра једним од седам светских чуда старог света.
Кеопсова пирамида, углавном изграђена од кречњака (са великим црвеним гранитним блоковима кориштеним у неким унутрашњим коморама), садржи преко 2.000.000 блокова у тежинском опсегу од 2,5 t (5.500 lb) до 15 t (33.000 lb) и изграђена је на квадратној основи са странама од око 230 m (755 ft), покривајући 5,26 ха (13 акри). Њене четири стране прецизно гледају на четири стране света, и она има угао од 52 степена. Оригинална висина пирамиде је била 146,5 m (488 ft), али је данас само 137 m (455 ft) висока, јер је 9 m (33 ft) нестало услед крађе квалитетног белог покровног кречњака из Туре, или омотног камена, за грађевинске радове у Каиру. Упркос тога она је и даље највиша пирамида.
Реч пирамида долази из грчке речи пирамис (грч. πυραμίς [pyramís]) и односи се на пирамидални геометријски облик. Најпознатији пирамидални објекти на свету су Египатске пирамиде.

## Геометрија
Пирамида је вишестрани полиедар који се састоји од вишестране полигоналне основе са троугаоним страницама које се спајају у тачку звану врх пирамиде.

## Древни споменици
Најстарија пирамида налази се у Елиникону у Грчкој, и потиче из 2.720. године п. н. е. Постоји више од 16 пирамида широм Грчке (Види: Грчке пирамиде). Пирамидалне структуре су градили многи древни народи. Најпознатије су Египатске пирамиде – масивне пирамиде грађене од камених блокова, које су служиле као гробнице фараона. Кеопсова пирамида је највећа у Египту и највиша на свету. Она је једно од Седам светских чуда старог света, и једина која је опстала до модерних времена. Стари Египћани су прекривали пирамиде златом и изглачаним белим кречњаком, мада је већина овог камена отпала током векова. На југу Египта Нубијци су такође градили пирамиде. Они су градили далеко више пирамида, али су оне биле много мање. Нубијске пирамиде су грађене под много стрмијим углом од египатских и нису биле гробнице, већ споменици мртвим краљевима. У Нубији су пирамиде грађене до 300-их година нове ере. Месопотамци су градили степенасте пирамиде, или зигурате. У давна времена оне су биле јарко обојене. Пошто су зидане од земљаних опека, има мало остатака ових зигурата. Верује се да је библијска Вавилонска кула у ствари била Вавилонски зигурат. Постојала је пирамида и у античком Риму. Цесцијусова пирамида, висока 27 m, изграђена је крајем првог века п. н. е. и постоји и данас, у близини Порта Сан Паоло.
У већем броју средњоамеричких култура такође су грађене пирамидалне грађевине. Средњоамеричке пирамиде су обично биле степенасте, са храмом на врху, сличније месопотамским зигуратима него египатским пирамидама. Највећа пирамида по маси је Велика пирамида у Чолули, у мексичкој држави Пуебла. Постоји једна необична пирамида са кружном основом у налазишту Куилкуилко, сада унутар града Мексика која је великом делом прекривена лавом од давне ерупција вулкана Хиктли. Пирамида у Чичен Ици (Ел Кастиљо) чувена је по своме астрономском, религијском и симболичком значају, и убраја се у Нових седам светских чуда. Пирамида мађионичара у Усмалу има заобљене углове, док су пирамиде у Тикалу веома стрме (степеништа под нагибом око 70 степени). Пирамида Сунца у Теотиуакану је трећа по величини на свету.
Има неколико заравњених пирамида и у Кини. Први цар династије Ћин, Ћин Ши Хуанг, сахрањен је испод велике пирамиде окружен ратницима од теракоте. Овај маузолеј се налази близу данашњег града Сјиан. У следећим вековима на десетине кинеских владара династије Хан су такође сахрањивани испод земљаних пирамида за заравњеним врхом. Постоје и други пирамидални древни споменици пронађени у деловима Азије.

### Месопотамија
Становништво Месопотамије је градило пирамидне структуре зване зигурати. У древним временима, оне су биле сјајно обојене златном/бронзаном бојом. С обзиром да су углавном изграђене од непечене опеке осушене на сунцу, мало је остало од њих. Зигурате су градили Сумери, Вавилонци, Еламити, Акадијци, и Асирци за потребе локалних религија. Сваки зигурат је био део комплекса храма који је обухватао друге зграде. Претече зигурата су биле узвишене платформе које датирају из Убаидског периода током четвртог миленијума п. н. е. Најранији зигурати потичу са краја раног династичког периода. Највећи месопотамски зигурати потичу из 6. века п. н. е.
Изграђен у виду сужавајући слојева на правоугаоној, овалној или четвртастој платформи, зигурат је пирамидна структура са равним врхом. На сунцу осушени ћерпич је сачињавао основу зигурата, док је фасада прављена од цигле. Фасада је често била глазирана различитим бојама, и могуће је да је имала астролошки значај. Краљеви су понекад имали своја имена угравирана на ове глазиране цигле. Број нивоа био је између два и седам. Претпоставља се да су имали светилишта на врху, али за то нема археолошких доказа и једини текстуални докази потичу од Херодота. Приступ светилишту био би омогућен низом стрмих степеништа са једне од страна зигурата, или спиралним степеницама од базе до самита.

### Египат
Најпознатије пирамиде су оне у Египту — које су огромне структуре од цигле и камена, неке од који су међу највећим грађевинама на свету. Обликоване су по узору на зраке Сунца. Већина пирамида имала је полирану, високо рефлектујућу белу кречњачку површину, која им је давала блистав изглед када се гледа са удаљености. Завршни камен на врху је обично био направљен од тврдог камена – гранита или базалта – и могао је да буде обложен златом, сребром, или електрумом и стога је био веома рефлективан. Након 2700. године п. н. е., древни Египћани су почели са изградњом пирамида, што је трајало све до око 1700. године п. н. е. Прва пирамида је подигнута током Треће династије под покровитељством фараона Џосера, а по дизајну његовог архитекте Имхотепа. Ова степенаста пирамида састојала се од шест наслаганих мастаба. Највеће египатске пирамиде су оне у комплексу пирамида у Гизи. За египатског бога сунца Ра, који се сматра оцем свих фараона, каже се да је створио себе из хумке земље пирамидног облика пре него што је креирао све друге богове.
Доба пирамида је достигло свој зенит у Гизи током 2575–2150. п. н. е. Древне египатске пирамиде су се у већини случајева налазиле западно од реке Нила, јер је требало да се душа божанског фараона придружи сунцу током његовог спуштања, пре него што настави са сунцем у свом вечном кругу. До 2008. године у Египту је откривено око 135 пирамида. Велика пирамида у Гизи је највећа у Египту и једна од највећих у свету. Она је била највиша грађевина на свету док Линколнска катедрала није била завршена 1311. године. Њена основа има површину од преко 52.600 m2 (566.000 sq ft). Мада се пирамиде обично асоцирају са Египтом, суданска нација има 220 постојећих пирамида, те су у тој земљи пирамиде најбројније на свету. Велика пирамида у Гизи је једно од седам светских чуда старог света, и једино међу њима, које је преживело до данашњег дана. Древни Египћани су облагали стране пирамида са полираним белим кречњаком, који је садржао велике количине фосилизованих морских шкољки. Знатан део фасадног камена је пао, или је био уклоњен ради употребе у грађевинским радовима у Каиру.
Већина пирамида је лоцирана у близини Каира, и једино се краљевска пирамида налази јужно од Каира, у комплексу Абидоског храма. Пирамиде у Абидосу су направљене по налогу Ахмосе I који је основао 18. династију и Ново краљевство. Изградња пирамида је почела у Трећој династији током владавине краља Џосера. Рани краљеви као што је Снефру изградили су неколико пирамида, а накнадни краљеви су увећавали број пирамида све до краја Средњег краљевства.
Задњи краљ који је изградио краљевску пирамиду је био Ахмосе, док су каснији краљеви скривали своје гробнице у брдима, као што су оне у Долини краљева у Луксорској Западној обали. У Деир ел Медини мање пирамиде су изградили појединци. Мање пирамиде су исто тако градили Нубијци који су владали Египтом у касном периоду. Њихове пирамиде имају стрмије стране.

### Рим
У Риму се налази Цестијева пирамида висока 27 метара. Била је једна од две подигнуте у овом граду, ова је позната као Мета Реми, а друга која је позната из историјских извора звана Мета Реми је порушена у 15. веку. Пирамида је подигнута за 330 дана као гробница римског претора Гаја Цестија.

### Судан
Нубијске пирамиде су конструисане (има их око 220) на три локалитета у Судану да служе као гробнице краљевима и краљицама Напата и Мерое. Пирамиде у Кушу, такође познате као Нубијске пирамиде, имају различите карактеристике од пирамида у Египту. Нубијске пирамиде су конструисане под стрмијим углом од египатских. Пирамиде су грађене у Судану од краја другог века наше ере.

### Нигерија
Једна од јединствених структура Игбо културе си Нсудске пирамиде, у нигеријском граду Нсуд, северно од Игболанда. Десет пирамидалних структура је било изграђено од глине и земље. Основа првог нивоа има 60 ft. у обиму и висока је 3 ft. Следећи ниво има 45 ft. у обиму. Кружни нивои се настављају до врха. Структуре су били храмови за бога Ала/Уто, за кога се сматрало да почива на врху. Штап би био постављен на врху, који би представио божју резиденцију. Структуре су постављене у групама од пет паралелно једна другој. Због тога што су биле изграђене од глине/блата попут Дефуфа из Нубије, време је узело своје, те су неопходне периодичне реконструкције.

### Грчка
Паусанија (из 2. века) помиње две грађевине које подсећају на пирамиде, једну 19 km (12 mi) југозападно од постојеће структуре у Еленикону, заједничке гробнице за војнике који су погинули у легендарној борби за престо Аргоса, и другу за коју он наводи да је била гробница Аргошана који су погинули у бици око 669/8. п. н. е. Ниједна од њих није очувана да данашњег дана, и нема доказа да су личиле на египатске пирамиде.
Постоје и најмање две преживеле пирамидне структуре које су још увек доступне за изучавање, једна на Еленикону и друга на Лигуриу, селу у близини древног позоришта Епидаура. Те грађевине нису конструисане у истом маниру као и египатске пирамиде. Оне имају унутрашње нагнуте зидове, али осим тога нема очевидне сличности са египатским пирамидама. Ове грађевине имају велике централне просторије (за разлику од египатских пирамида). Елениконске структуре су правоугаоне, а не квадратне, димензија 12,5 са 14 m. Исто тако њихове стране се не састају у тачки.‍:189–190 Камен кориштен у изградњи ових структура је био локално вађени кречњак и исечен по мери, а не у слободностојеће блокове попут оних у Великој пирамиди у Гизи.
Процена старости ових структура је извршена на основу ископаних крхотина глинених посуда из пода и на подлози. Према најновијим научним проценама базираним на доступној евиденцији оне су изграђене око 5. и 4. века. Нормално се ова техника користи при процени старости грнчарије, док су је овде истраживачи применили у покушају датирања камених крхотина из зидних структура. Ово је довело до извесне дебате о томе да ли су ове структуре стварно старије од оних у Египту, што је део контроверзе трилогије Црна Атина.‍:185–186

### Модерне пирамиде
Пример модерне пирамиде може се наћи у Паризу, Француска, испред музеја Лувр.
Тридесетдвоспратна Пирамидална арена у Мемфису (Тенеси) (изграђена 1991), била је дворана кошаркашког универзитетског тима Мемфиса и НБА кошаркашког тима Мемфис Гризлис до 2004.
Валтер пирамида, дворана кошаркашких и одбојкашких тимова Државног универзитета Калифорније, је 18 спратова висока плава пирамида.
Хотел Луксор у Лас Вегасу, САД, је 30-спратна пирамида.

### Димензије
- Кеопсова пирамида: висина 138,8 m (првобитно 146,6 m), 230,5 х 230,5 m у основи
- Кефренова пирамида: висина 136,4 m (првобитно 143,5 m), 215,25 х 215,25 m у основи
- Микеринова пирамида: висина 65,5 m, 103,4 х 103,4 m у основи
- Ђосерова степенаста пирамида: висина 62 метра, 125,3 х 109 m у основи
- Велика пирамида у Чолули: висина 66 m, 450 х 450 m у основи
- Пирамида Сунца у Теотиуакану: висина 75 m, 225 х 246 m у основи
- Храм IV у Тикалу: висина 72 метра
- Пирамида мађионичара у Усмалу: висина 55 m, 69 х 49 m у основи
- Пирамида у Чичен Ици: висина 30 m, 55 х 55 m у основи

## Хијерархијска структура
Хијерархијске структуре у неким организацијама се понекад описују као пирамиде. То се често односи на спортске лигашке системе. Пирамидална структура се често користи у већим организацијама, она показује разне одсеке и колико су они „високо“ у организацији.

### Људска пирамида
Ово је пирамида, коју изводе циркуски артисти – а понекад истовремено изводе и друге трикове као што је жонглирање.
- За време Хинду фестивала Кришна Џанмаштами, младићи формирају људске пирамиде да би дохватили врчеве напуњене павлаком и бутером постављене високо изнад земље као део ритуала „Дахи-Ханди“.
- Људске пирамиде се често формирају да би се дохватили слатки колачи за време кинеског Фестивала слаткиша.

## Уметност и медији
- ТВ игра

Пирамида је име популарног ТВ такмичења..
- Роман

Пирамиде је роман Тери Прачета.
- Албум

Пирамида је концептуалистички албум Алан Парсонс Пројекта, издат 1978.
- Амерички рок енд рол бендови

Пирамида основана 1997. in Винстон-Салему, Северна Каролина објавили "The First American" 2005.
Пирамиде су свирали инструменталну серф музику у Лонг Бичу, Калифорнија у раним шездесетим.
- Магазин

Пирамида је онлајн магазин који објављује чланке о играма, који издаје Стив Џексон Гејмс.
- Игра с картама

Пирамида игра с картама за једног играча.
- Измишљени спорт

Пирамида је тимски спорт који се игра професионално и рекреативно у ТВ драми Battlestar Galactica (2003).

## Игра поверења
Пирамидална шема је широм света позната превара - игра слична Ланцу светог Антона, која укључује стицање новца на тај начин што се све већи број људи укључује у шему, уз обећање вишеструког повраћаја уложеног новца док год пирамида учесника расте, а што се неминовно брзо завршава, тако да само први учесници остваре зараду. Била је популарна на просторима бивше Југославије осамдесетих година, а у Албанију су због пирамидалних шема избили нереди с бројним жртвама.